# ユージュアル・サスペクツ
『ユージュアル・サスペクツ』（原題：The Usual Suspects）は、1995年にアメリカ合衆国で公開されたサスペンス映画。
回想を効果的に用いた脚本で、謎多き事件を描いた作品。脚本を担当したクリストファー・マッカリーは本作でアカデミー脚本賞を受賞した。また、ケヴィン・スペイシーは本作でアカデミー助演男優賞を受賞している。

## ストーリー
冒頭で、左手に拳銃を持つ謎の男が船上で複数の人物を殺し、船は爆発・炎上して、銃殺体を含む多数の遺体が見つかる。この船はカリフォルニア州のサンペドロ港に停泊していたマフィアの麻薬密輸船であり、爆発と多数の死者は、マフィアと対立組織の抗争によるものと思われた。関税局捜査官のクイヤンは、その事件で一人だけ無傷で生き残った、詐欺師で左側の手足に麻痺があるヴァーバル・キントを尋問する。キントは、サンペドロ港での密輸船爆発事件が起こるまでの一連の過程をクイヤンに語る。それは次のような話である。
密輸船爆発事件の6週間前、ニューヨークの警察署に、ある銃器強奪事件の「面通し」（容疑者の顔を事件関係者に見させて、容疑者が真犯人であるか否かを見分けさせること）のために、5人の「ユージュアル・サスペクツ」（容疑者としていつも名前が挙がる人物）が集められた。5人は、元汚職刑事のキートン、マクマナスとフェンスターの強盗コンビ、爆弾製造を請け負うホックニー、そしてキントだった。5人はこの件では立件されず釈放される。
警官の汚職が絡んだ宝石強奪をマクマナスがキートンらに持ちかけ、5人はこれを実行して成功させる。そしてカリフォルニアで取引相手の故買屋レッドフットから新たな宝石強奪をもちかけられ、再び5人で実行するが、強奪したケースに入っていたのは宝石ではなく少量の麻薬だった。
ケースの中身が違っていたことについてレッドフットに詰め寄ると、大元の依頼主である「弁護士」に会うように指示される。コバヤシと名乗るその弁護士は、5人に麻薬密輸船の襲撃を命令する。コバヤシによれば、その命令は、実在しないとも言われる伝説的ギャング「カイザー・ソゼ」からの命令であるという。5人はそれぞれ過去にカイザー・ソゼが関わる品を盗むなどしており、コバヤシはその詳細な記録も所持していた。コバヤシによれば、5人がニューヨークの警察署で顔を合わせ、その後で手を組むことになったのも、カイザー・ソゼが仕組んだことであるという。
翌日、カイザー・ソゼの名を聞いたフェンスターは逃亡するが、死体となって発見される。キートンは、カイザー・ソゼなど実在せず、コバヤシこそがカイザー・ソゼだと主張しコバヤシを殺そうとするが、恋人のイーディを人質にとられており、残る3人もそれぞれ身内を盾に脅される。
フェンスターを除く4人は結局、命令通りに船を襲うことになる。キートンは、なにかあったらお前だけは逃げてイーディに助けを求めろとキントに言い、船に乗り込むが、船内に麻薬はなかった。ホックニーとマクマナスは現場で何者かに殺され、キートンも銃撃され甲板の隅に追い詰められる。岸壁で隠れて船の様子を見ていたキントは、甲板でキートンがカイザー・ソゼ（と思われる何者か）に射殺されるのを目撃する。そして、カイザー・ソゼは船に火を放ち去っていった。
キントの語りが終わる。キートンはカイザー・ソゼに撃たれて死んだ、と述べるキントに、捜査官クイヤンは、キートンこそがカイザー・ソゼであり、死んだように見せかけたのだと持論を述べる。船が運んでいたのは麻薬ではなく「カイザー・ソゼの顔を知る男」であり、その男を消すことがカイザー・ソゼの目的だった、との推理がなされる。クイヤンは、身柄を保護する代わりに検察側の証人になるようキントに迫るが、キントは拒絶する。
キントの身柄拘束はその後まもなく解かれ、警察署を去っていく。一方、クイヤンは、キントの証言に出てくる重要な固有名詞の全てが、キントの尋問を行っていた部屋の壁に掲示されている書類などに書かれていたことに気がつく。例えば"コバヤシ"はクイヤンの持っていたマグカップの裏底に印刷されている製造会社の名前であり、その他の固有名詞は、壁の書類に見つけることができた。クイヤンは、警察署を出て行ったキントを慌てて追う。しかし歩いていくキントの左手足には次第に麻痺がみられなくなり、更にはキントを迎えに来た車の運転席には"コバヤシ"が座っていた。キントを見失ったクイヤンは途方に暮れる。

## 登場人物・キャスト

### ユージュアル・サスペクツ
ディーン・キートン
演 - ガブリエル・バーン
元刑事の前科者。過去に数々の犯罪に手を染めたが、現在は恋人のイーディの助けを借りてカタギになろうとしている。
マイケル・マクマナス
演 - スティーヴン・ボールドウィン
前科者。短気で攻撃的な男。銃の扱いに長ける。
フレッド・フェンスター
演 - ベニチオ・デル・トロ
前科者。マクマナスの相棒。英語に強い訛りがある。
トッド・ホックニー
演 - ケヴィン・ポラック
前科者。爆薬の扱いに長ける。平気で仲間を裏切る性格。
ヴァーバル・キント
演 - ケヴィン・スペイシー
前科者のケチな詐欺師。左側の手足が不自由。彼の回想に沿って物語は進行する。

### 捜査官たち
デイヴ・クイヤン
演 - チャズ・パルミンテリ
関税局の捜査官。キートンを長年追っており、彼の生死を確かめるためキントを尋問する。
ジャック・ベア
演 - ジャンカルロ・エスポジート
FBIの捜査官。サンペドロ港で起きた事件を捜査する。
ジェフ・ラビン
演 - ダン・ヘダヤ
警察の巡査部長。クイヤンの尋問に協力する。

### カイザー・ソゼとその関係者
カイザー・ソゼ
演 - スコット・B・モーガン（クレジットなし）
伝説的ギャング。謎が多く、キントはネッシーを引き合いに出して存在自体が怪しいとしている。
コバヤシ
演 - ピート・ポスルスウェイト
カイザー・ソゼの手下と名乗る弁護士。
レッドフット
演 - ピーター・グリーン（クレジットなし）
故買屋。マクマナスに仕事を紹介する。

### その他
イーディ・フィネラン
演 - スージー・エイミス
キートンの恋人。弁護士。キートンの生活を手助けしている。

## スタッフ
- 監督/製作：ブライアン・シンガー
- 脚本：クリストファー・マッカリー
- 音楽：ジョン・オットマン

## 日本語吹替
| 役名                   | 俳優                         | 日本語吹替                          | 日本語吹替                                                                                  |
| 役名                   | 俳優                         | ソフト版                            | テレビ東京版                                                                                |
| ---------------------- | ---------------------------- | ----------------------------------- | ------------------------------------------------------------------------------------------- |
| マイケル・マクマナス   | スティーヴン・ボールドウィン | 江原正士                            | 大塚芳忠                                                                                    |
| ディーン・キートン     | ガブリエル・バーン           | 津嘉山正種                          | 大塚明夫                                                                                    |
| フレッド・フェンスター | ベニチオ・デル・トロ         | 宮本充                              | 天田益男                                                                                    |
| トッド・ホックニー     | ケヴィン・ポラック           | 小杉十郎太                          | 荒川太郎                                                                                    |
| ヴァーバル・キント     | ケヴィン・スペイシー         | 黒沢良                              | 田中秀幸                                                                                    |
| デイヴ・クイヤン       | チャズ・パルミンテリ         | 金尾哲夫                            | 小川真司                                                                                    |
| コバヤシ               | ピート・ポスルスウェイト     | 大木民夫                            | 池田勝                                                                                      |
| イーディ・フィネラン   | スージー・エイミス           | 沢海陽子                            | 田中敦子                                                                                    |
| ジャック・ベア         | ジャンカルロ・エスポジート   | 山形ユキオ                          | 石塚運昇                                                                                    |
| ジェフ・ラビン         | ダン・ヘダヤ                 | 麦人                                |                                                                                             |
| レッドフット           | ピーター・グリーン           | 堀之紀                              |                                                                                             |
| その他                 |                              | 細井重之 安井邦彦 梅津秀行 叶木翔子 | 小山武宏 塚田正昭 水野龍司 宝亀克寿 仲野裕 伊藤和晃 星野充昭 湯屋敦子 大黒和広 みうらうらら |
|                        |                              |                                     |                                                                                             |
| 演出                   |                              | 岡本知                              | 清水勝則                                                                                    |
| 翻訳                   |                              | 鈴木導                              | 日笠千晶                                                                                    |
| 調整                   |                              | 高橋久義                            | 佃安夫                                                                                      |
| 制作                   |                              | グロービジョン                      | テレビ東京 ザック・プロモーション                                                           |
| 初回放送               |                              |                                     | 1998年4月23日 『木曜洋画劇場』                                                              |

## 評価
Rotten Tomatoesでは、『ユージュアル・サスペクツ』は83件のレビューに基づき87%の評価を受け、平均評価は10点満点中7.80点となっている。同サイトの評論では、「巧みな撮影と編集が施された『ユージュアル・サスペクツ』は、観客にシンプルなプロットを提示し、そこから欺瞞、どんでん返し、暴力を幾重にも重ね、最後には完全に物語の核心を突く」とされている。 Metacriticでは、22件のレビューに基づき100点満点中77点ととなっている。
ロジャー・イーバートはシカゴ・サンタイムズ紙の批評で、この映画に4つ星のうち1.5つ星を付け、観客を欺こうとするあまり生じた語り手の信頼性と視点の矛盾、物語の複雑さと感情的な関与の欠如、キャラクターの描写の浅さを批判した。具体的には、「スペイシーのキャラクターが語る回想の中で、彼が関与していない他のキャラクター間の会話や出来事が描かれている。これらの出来事は彼が知るはずもなく、物語の整合性に欠ける」「キャラクターたちは、ただのプロットの道具であり、感情的なつながりを持つことが難しい」。また結末部のどんでん返しについては、「結末で明かされる真実が、これまでの物語をすべて虚構にしてしまい、観客を欺くためだけの仕掛けに感じられる」とした。彼はまた、この映画を「最も嫌いな映画」リストに入れた。 USAトゥデイは、この映画を4つ星のうち2.5つ星と評価し、「記憶にある中で最も緻密に構成されたミステリーの1つであるが、逆説的に、その5分の4はあまりにも簡単に予測できる」と書いた。
ローリングストーン誌はスペイシーを称賛し、「彼の全力で輝かしい演技はまさにオスカー候補だ」と述べた。 ワシントンポスト紙のレビューでハル・ヒンソンは次のように書いている。
結局のところ、『ユージュアル・サスペクツ』は、あまりにも巧妙すぎるせいで、映画として成立していないのかもしれない。ラストのどんでん返しは素晴らしいが、重要な疑問は未解決のままだ。

## 備考
- 『アンユージュアル・サスペクツ』という作品があるが、ハウスミュージックについてのドキュメンタリーであり、本作とはまったく関係がない。